# Liste des cours d'eau du Calvados

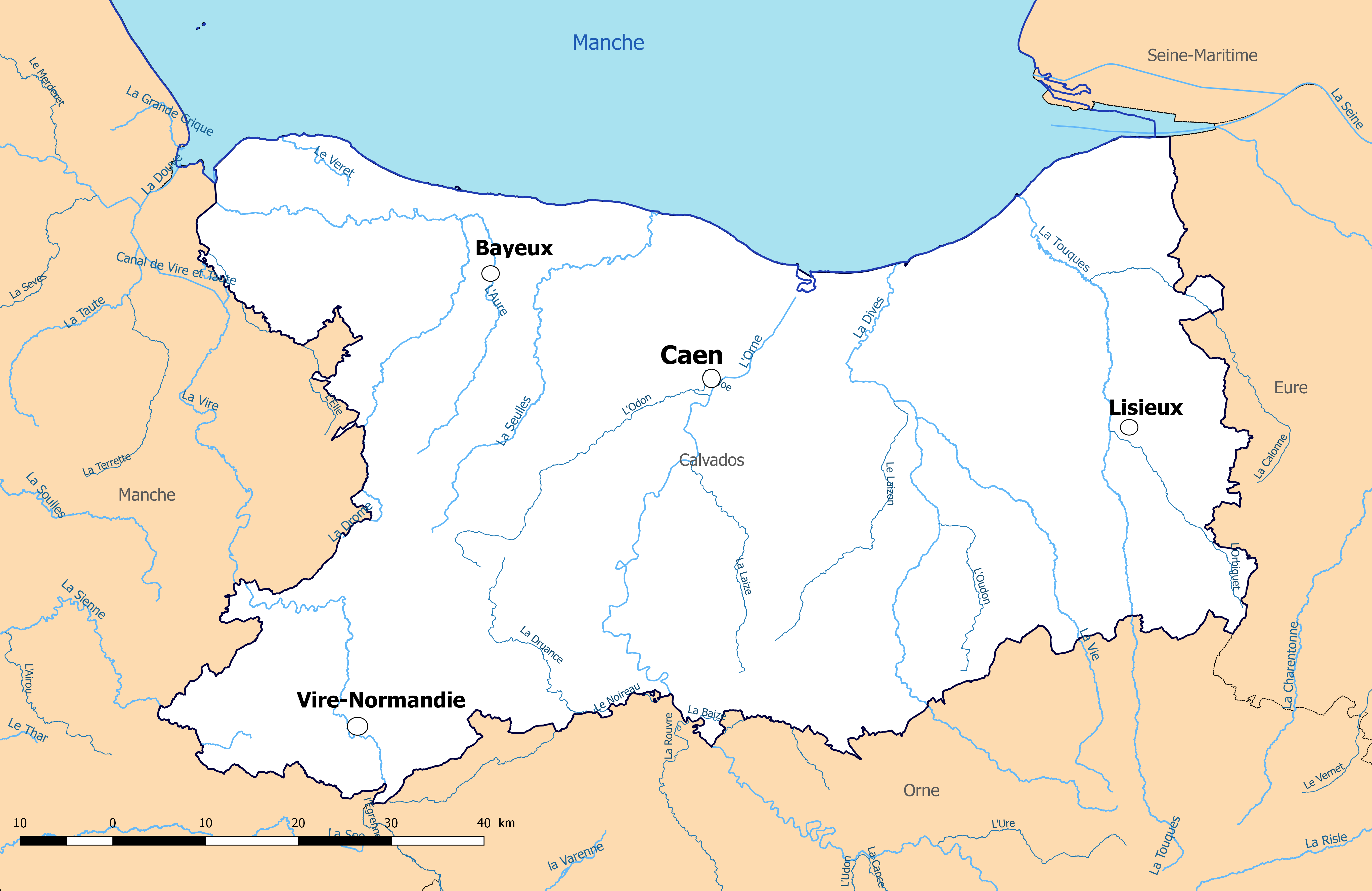
Carte des cours d'eau de longueur supérieure à 50 km dans le département du Calvados.

La liste des cours d'eau du Calvados présente les principaux cours d'eau , de longueur supérieure à 10 km,  traversant pour tout ou partie le territoire du département français du Calvados dans la région Normandie.
Le réseau hydrographique est long d'environ 3 860 km et comprend 69 cours d'eau de longueur supérieure à 10 km, dont 9 mesurent plus de 50 km.
Les cours d'eau sont ordonnés selon leur origine naturelle (fleuve, rivières ou ruisseaux) ou artificielle (canaux). Pour chacun d'entre eux sont précisés : sa classe, sa longueur totale, le cours d'eau dans lequel il se jette (confluence), le bassin collecteur auquel il appartient, le nombre de départements et de communes traversés et le nom des communes qu'il irrigue dans le département du Calvados.

## Réseau hydrographique du Calvados

### Longueur totale
La longueur totale du réseau hydrographique est d’environ 3 860 km.

### Bassins

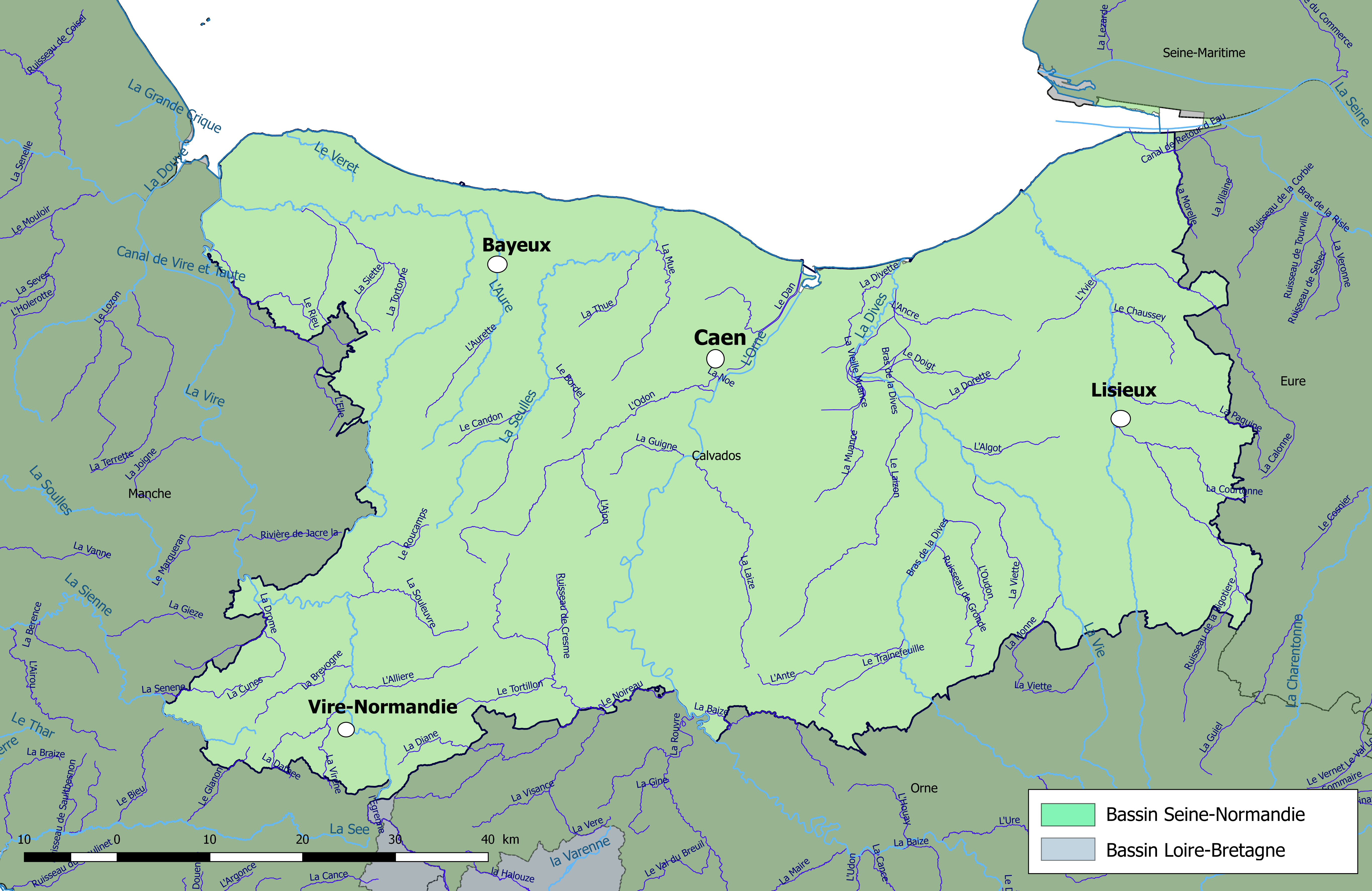
Découpage du département du Calvados en bassins hydrographiques et représentation des cours d'eau de longueur supérieure à 10 km.

L’ensemble du réseau hydrographique départemental se situe dans le bassin Seine-Normandie, au sein du sous-bassin « côtiers normands ». Les principaux bassins hydrographiques de fleuves côtiers sont : la Touques (104,6 km), la Dives (104,6 km), la Sienne (92,6 km), l'Aure (82,2 km), l'Orne (169,6 km) et la Seulles (71,7 km).

## Cours d'eau naturels

### Définition
Jusqu'en 2016, aucun texte législatif ne définissait la notion de cours d’eau. Ce n'est qu'avec la loi du 8 août 2016 pour la reconquête de la biodiversité, de la nature et des paysages que cette lacune est comblée. L'article 118 de cette loi insère un nouvel article L. 215-7-1 dans le code de l'environnement précisant que « constitue un cours d'eau un écoulement d'eaux courantes dans un lit naturel à l'origine, alimenté par une source et présentant un débit suffisant la majeure partie de l'année. L'écoulement peut ne pas être permanent compte tenu des conditions hydrologiques et géologiques locales. ». Ainsi les deux principaux critères retenus sont :
- la présence et la permanence d’un lit naturel à l’origine, ce qui distingue les cours d’eau (artificialisés ou non) des fossés et canaux creusés par la main de l’homme ;
- la permanence d’un débit suffisant une majeure partie de l’année, critère qui doit être évalué en fonction des conditions climatiques et hydrologiques locales.

### Cours d'eau permanents de longueur supérieure ou égale à 10 km
La base de données Carthage est le référentiel du réseau hydrographique français. Cette base est réalisée à partir de la couche hydrographie de la base de données Carto enrichie par le ministère chargé de l'environnement et les agences de l'eau avec le découpage du territoire en zones hydrographiques d'une part et la codification de ces zones et du réseau hydrographique d'autre part. De cette base, il ressort que le réseau hydrographique du Calvados comprend 69 cours d'eau permanents de longueur supérieure à 10 km et dont le cours est en partie ou en totalité dans le département du Calvados.
Le référentiel national hiérarchise le réseau en 7 classes selon l'importance décroissante des cours d'eau. Le tableau ci-après regroupe tous les cours d'eau irriguant pour tout ou partie du département et appartenant à l'une des classes 1 à 4. Pour chacune de ces classes les caractéristiques des cours d'eau sont les suivantes : 
- 1 : longueur supérieure à 100 km ou tout cours d’eau se jetant dans une embouchure logique[Note 1] et d'une longueur supérieure à 25 km ;
- 2 : longueur comprise entre 50 et 100 km ou tout cours d’eau se jetant dans une embouchure logique et d’une longueur supérieure à 10 km ;
- 3 : longueur comprise entre 25 et 50 km ;
- 4 : longueur comprise entre 10 et 25 km.

| Nom du cours d'eau       | Classe | Longueur totale en km | Confluence     | Bassin collecteur | Départements irrigués | Communes irriguées | Communes irriguées | Communes irriguées |
| Nom du cours d'eau       | Classe | Longueur totale en km | Confluence     | Bassin collecteur | Départements irrigués | Nb total           | Nb ds le dép.      | Communes du département |
| ------------------------ | ------ | --------------------- | -------------- | ----------------- | --------------------- | ------------------ | ------------------ | --- |
| Ajon                     | 4      | 12,1                  | l'Odon         | l'Orne            | 1 (14)                | 9                  | 9                  | Malherbe-sur-Ajon, La Caine, Le Hom, Landes-sur-Ajon, Le Locheur, Maisoncelles-sur-Ajon, Montigny, Tournay-sur-Odon, Vacognes-Neuilly. |
| Algot                    | 4      | 12,7                  | la Vie         | la Dives          | 1 (14)                | 8                  | 8                  | La Boissière, Cambremer, La Houblonnière, Monteille, Notre-Dame-de-Livaye, Notre-Dame-d'Estrées-Corbon, Biéville-Quétiéville, Saint-Loup-de-Fribois. |
| Allière                  | 4      | 18,2                  | la Vire        | la Vire           | 1 (14)                | 8                  | 8                  | Valdallière, Vire Normandie, Valdallière, Valdallière, Valdallière, Valdallière, Vire Normandie, Vire Normandie. |
| Ancre                    | 4      | 16,8                  | la Dives       | la Dives          | 1 (14)                | 9                  | 9                  | Angerville, Annebault, Brucourt, Cresseveuille, Cricqueville-en-Auge, Danestal, Dozulé, Heuland, Varaville. |
| Ante                     | 4      | 20,5                  | la Dives       | la Dives          | 1 (14)                | 9                  | 9                  | Damblainville, Eraines, Falaise, Martigny-sur-l'Ante, Morteaux-Couliboeuf, Noron-l'Abbaye, Saint-Martin-de-Mieux, Versainville, Villy-lez-Falaise. |
| Aure                     | 2      | 82,2                  | Manche         | l'Aure            | 2 (14, 50)            | 32                 | 31                 | Aignerville, Bayeux, La Cambe, Canchy, Colombières, Commes, Écrammeville, Ellon, Étréham, Formigny, Guéron, Isigny-sur-Mer, Juaye-Mondaye, Livry, Longraye, Longues-sur-Mer, Longueville, Maisons, Mandeville-en-Bessin, Monceaux-en-Bessin, Monfréville, Mosles, Osmanville, Russy, Saint-Germain-du-Pert, Saint-Vigor-le-Grand, Surrain, Torteval-Quesnay, Trévières, Trungy, Vaux-sur-Aure. |
| Aurette                  | 4      | 12,2                  | l'Aure         | l'Aure            | 1 (14)                | 6                  | 6                  | Cahagnolles, Livry, Sainte-Honorine-de-Ducy, Saint-Paul-du-Vernay, Torteval-Quesnay, Trungy. |
| Baize                    | 3      | 25,7                  | l'Orne         | l'Orne            | 2 (14, 61)            | 12                 | 6                  | Cordey, Fourneaux-le-Val, Les Isles-Bardel, Les Loges-Saulces, Rapilly, Saint-Martin-de-Mieux. |
| Bordel                   | 4      | 10,9                  | la Seulles     | la Seulles        | 1 (14)                | 5                  | 5                  | Fontenay-le-Pesnel, Noyers-Missy, Tessel, Tilly-sur-Seulles, Tournay-sur-Odon. |
| Brévogne                 | 4      | 16,6                  | la Vire        | la Vire           | 1 (14)                | 3                  | 3                  | Vire Normandie, Mesnil-Clinchamps, Saint-Sever-Calvados. |
| Calonne                  | 3      | 45,3                  | la Touques     | la Touques        | 2 (14, 27)            | 19                 | 6                  | Les Authieux-sur-Calonne, Bonneville-la-Louvet, Pont-l'Évêque, Saint-André-d'Hébertot, Saint-Julien-sur-Calonne, Surville. |
| Canal de Caen à la mer   | 4      | 14,2                  | le Dan         | l'Orne            | 1 (14)                | 7                  | 7                  | Amfreville, Bénouville, Blainville-sur-Orne, Caen, Hérouville-Saint-Clair, Mondeville, Ouistreham. |
| Canal de Retour d'eau    | 4      | 10                    | Manche         | la Seine          | 2 (14, 27)            | 6                  | 2                  | Ablon, La Rivière-Saint-Sauveur. |
| Canal Oursin             | 4      | 17,4                  | Grand Canal    | la Dives          | 1 (14)                | 8                  | 8                  | Basseneville, Brucourt, Émiéville, Goustranville, Janville, Saint-Samson, Troarn, Vimont. |
| Candon                   | 4      | 10,1                  | la Seulles     | la Seulles        | 1 (14)                | 4                  | 4                  | Anctoville, Hottot-les-Bagues, Livry, Saint-Germain-d'Ectot. |
| Chaussey                 | 4      | 12,5                  | la Touques     | la Touques        | 1 (14)                | 8                  | 8                  | Blangy-le-Château, Le Brévedent, Fierville-les-Parcs, Manneville-la-Pipard, Le Mesnil-sur-Blangy, Pierrefitte-en-Auge, Le Pin, Saint-Philbert-des-Champs. |
| Courtonne                | 4      | 17,1                  | L'Orbiquet     | la Touques        | 2 (14, 27)            | 5                  | 3                  | Courtonne-la-Meurdrac, Courtonne-les-Deux-Églises, Glos. |
| Cunes                    | 4      | 11,9                  | La Drôme       | la Vire           | 2 (14, 50)            | 8                  | 7                  | Beaumesnil, Landelles-et-Coupigny, Le Mesnil-Benoist, Le Mesnil-Caussois, Le Mesnil-Robert, Saint-Sever-Calvados, Sept-Frères. |
| Dan                      | 4      | 21                    | le Petit Dan   | l'Orne            | 1 (14)                | 9                  | 9                  | Anisy, Bénouville, Biéville-Beuville, Blainville-sur-Orne, Hérouville-Saint-Clair, Mathieu, Ouistreham, Périers-sur-le-Dan, Ranville. |
| Dathée                   | 4      | 14,6                  | la Virène      | la Vire           | 2 (14, 50)            | 5                  | 4                  | Champ-du-Boult, Vire Normandie, Saint-Manvieu-Bocage, Vire Normandie. |
| Diane                    | 4      | 17,7                  | Le Noireau     | l'Orne            | 2 (14, 61)            | 6                  | 3                  | Valdallière, Valdallière, Vire Normandie. |
| Dives                    | 1      | 104,6                 | Manche         | la Dives          | 2 (14, 61)            | 48                 | 32                 | Basseneville, Bavent, Beaumais, Bernières-d'Ailly, Saint-Pierre-en-Auge, Brucourt, Cabourg, Cléville, Crocy, Dives-sur-Mer, Goustranville, Saint-Pierre-en-Auge, Hotot-en-Auge, Jort, Magny-le-Freule, Méry-Corbon, Le Mesnil-Mauger, Mézidon-Canon, Morteaux-Couliboeuf, Saint-Pierre-en-Auge, Percy-en-Auge, Périers-en-Auge, Biéville-Quétiéville, Saint-Ouen-du-Mesnil-Oger, Saint-Pierre-du-Jonquet, Saint-Pierre-sur-Dives, Saint-Samson, Saint-Pierre-en-Auge, Troarn, Varaville, Vendeuvre, Vicques.                                                                                  |
| Divette                  | 4      | 15,3                  | Manche         | la Divette        | 1 (14)                | 5                  | 5                  | Bavent, Cabourg, Petiville, Touffréville, Varaville. |
| Doigt                    | 4      | 14,1                  | le Grand Canal | l'Orne            | 1 (14)                | 5                  | 5                  | Basseneville, Beuvron-en-Auge, Gerrots, Hotot-en-Auge, Rumesnil. |
| Dorette                  | 4      | 16,2                  | la Dives       | la Dives          | 1 (14)                | 7                  | 7                  | Auvillars, Bonnebosq, Hotot-en-Auge, Léaupartie, Repentigny, Rumesnil, Victot-Pontfol. |
| Drôme                    | 4      | 16,8                  | la Vire        | la Vire           | 2 (14, 50)            | 8                  | 4                  | Courson, Landelles-et-Coupigny, Pont-Farcy, Sainte-Marie-Outre-l'Eau. |
| Drôme                    | 2      | 57,9                  | l'Aure         | l'Aure            | 2 (14, 50)            | 30                 | 25                 | Agy, Balleroy-sur-Drôme, Barbeville, La Bazoque, Castillon, Cormolain, Dampierre, La Lande-sur-Drôme, Maisons, Montfiquet, Noron-la-Poterie, Planquery, Ranchy, Saint-Jean-des-Essartiers, Saint-Loup-Hors, Souleuvre en Bocage, Souleuvre en Bocage, Sallen, Sept-Vents, Subles, Sully, Le Tronquay, La Vacquerie, Balleroy-sur-Drôme, Vaucelles. |
| Druance                  | 3      | 31,2                  | le Noireau     | l'Orne            | 1 (14)                | 13                 | 13                 | Condé-en-Normandie, Condé-en-Normandie, Danvou-la-Ferrière, Lassy, Condé-en-Normandie, Ondefontaine, Périgny, Pontécoulant, Condé-en-Normandie, Condé-en-Normandie, Saint-Jean-le-Blanc, Condé-en-Normandie, Saint-Vigor-des-Mézerets. |
| Elle                     | 3      | 31,8                  | la Vire        | la Vire           | 2 (14, 50)            | 13                 | 4                  | Lison, Montfiquet, Neuilly-la-Forêt, Sainte-Marguerite-d'Elle. |
| Esque                    | 4      | 21,2                  | l'Aure         | l'Aure            | 2 (14, 50)            | 12                 | 11                 | Bernesq, Bricqueville, Canchy, Colombières, Écrammeville, La Folie, Longueville, Montfiquet, Sainte-Marguerite-d'Elle, Saint-Martin-de-Blagny, Trévières. |
| Glanon                   | 4      | 12,5                  | la Sée         | la Sée            | 2 (14, 50)            | 8                  | 2                  | Champ-du-Boult, Le Gast. |
| Grand Canal              | 4      | 14,7                  | la Dives       | la Dives          | 1 (14)                | 7                  | 7                  | Brucourt, Cricqueville-en-Auge, Goustranville, Hotot-en-Auge, Périers-en-Auge, Putot-en-Auge, Varaville. |
| Guigne                   | 4      | 11,1                  | l'Orne         | l'Orne            | 1 (14)                | 8                  | 8                  | Amayé-sur-Orne, Avenay, Esquay-Notre-Dame, Évrecy, Feuguerolles-Bully, Sainte-Honorine-du-Fay, Vacognes-Neuilly, Vieux. |
| Laize                    | 3      | 32                    | l'Orne         | l'Orne            | 1 (14)                | 17                 | 17                 | Barbery, Bretteville-sur-Laize, Clinchamps-sur-Orne, Fontaine-le-Pin, Fresney-le-Puceux, Gouvix, Laize-la-Ville, Leffard, Martigny-sur-l'Ante, May-sur-Orne, Moulines, Pierrepont, Saint-Germain-Langot, Saint-Germain-le-Vasson, Tournebu, Urville, Ussy. |
| Laizon                   | 3      | 38,9                  | la Dives       | la Dives          | 1 (14)                | 20                 | 20                 | Bons-Tassilly, Cesny-aux-Vignes, Cléville, Condé-sur-Ifs, Croissanville, Ernes, Hotot-en-Auge, Magny-la-Campagne, Maizières, Méry-Corbon, Mézidon-Canon, Ouézy, Ouilly-le-Tesson, Potigny, Rouvres, Saint-Ouen-du-Mesnil-Oger, Soulangy, Soumont-Saint-Quentin, Vieux-Fumé, Villers-Canivet. |
| Monne                    | 4      | 14,7                  | La Vie         | la Dives          | 2 (14, 61)            | 8                  | 5                  | Livarot-Pays-d'Auge, Val-de-Vie, Livarot-Pays-d'Auge, Val-de-Vie, Livarot-Pays-d'Auge. |
| Morelle                  | 4      | 17,7                  | Manche         | la Morelle        | 2 (14, 27)            | 7                  | 4                  | Ablon, Honfleur, Quetteville, La Rivière-Saint-Sauveur. |
| Muance                   | 4      | 19,1                  | La Morte Eau   | la Dives          | 1 (14)                | 9                  | 9                  | Airan, Argences, Billy, Fierville-Bray, Janville, Moult, Saint-Pierre-du-Jonquet, Saint-Sylvain, Troarn. |
| Mue                      | 4      | 21,8                  | la Seulles     | la Seulles        | 1 (14)                | 12                 | 12                 | Banville, Basly, Bény-sur-Mer, Cairon, Cheux, Fontaine-Henry, Rots, Reviers, Rosel, Rots, Saint-Manvieu-Norrey, Thaon. |
| Noireau                  | 3      | 43,3                  | l'Orne         | l'Orne            | 2 (14, 61)            | 17                 | 4                  | Condé-en-Normandie, Saint-Denis-de-Méré, Pont-d'Ouilly, Pont-d'Ouilly. |
| Odon                     | 3      | 47,2                  | l'Orne         | l'Orne            | 1 (14)                | 26                 | 26                 | Aunay-sur-Odon, Baron-sur-Odon, Bauquay, La Bigne, Bougy, Bretteville-sur-Odon, Caen, Épinay-sur-Odon, Éterville, Fontaine-Étoupefour, Gavrus, Grainville-sur-Odon, Jurques, Le Locheur, Longvillers, Louvigny, Le Mesnil-au-Grain, Noyers-Missy, Mondrainville, Mouen, Ondefontaine, Parfouru-sur-Odon, Seulline, Tournay-sur-Odon, Tourville-sur-Odon, Verson. |
| Orbiquet                 | 3      | 29,7                  | la Touques     | la Touques        | 1 (14)                | 13                 | 13                 | Beuvillers, Valorbiquet, La Folletière-Abenon, La Vespière-Friardel, Glos, Lisieux, Le Mesnil-Guillaume, Orbec, Saint-Denis-de-Mailloc, Valorbiquet, Saint-Martin-de-Bienfaite-la-Cressonnière, Saint-Martin-de-Mailloc, Valorbiquet. |
| Orne                     | 1      | 169,6                 | Manche         | l'Orne            | 2 (14, 61)            | 79                 | 43                 | Amayé-sur-Orne, Amfreville, Bénouville, Blainville-sur-Orne, Le Bô, Caen, Le Hom, Clécy, Clinchamps-sur-Orne, Colombelles, Cossesseville, Croisilles, Culey-le-Patry, Le Hom, Esson, Feuguerolles-Bully, Fleury-sur-Orne, Goupillières, Grimbosq, Hérouville-Saint-Clair, Les Isles-Bardel, Louvigny, Maizet, Maltot, May-sur-Orne, Le Mesnil-Villement, Mondeville, Les Moutiers-en-Cinglais, Mutrécy, Ouffières, Ouistreham, Ranville, Rapilly, Saint-André-sur-Orne, Sainte-Honorine-du-Fay, Saint-Lambert, Le Hom, Saint-Rémy, Le Hom, Trois-Monts, Le Vey, Pont-d'Ouilly, Pont-d'Ouilly. |
| Oudon                    | 3      | 26,2                  | la Dives       | la Dives          | 1 (14)                | 10                 | 10                 | Saint-Pierre-en-Auge, Saint-Pierre-en-Auge, Saint-Pierre-en-Auge, Le Mesnil-Mauger, Saint-Pierre-en-Auge, Les Moutiers-en-Auge, Saint-Pierre-en-Auge, Saint-Pierre-en-Auge, Saint-Pierre-en-Auge, Saint-Pierre-en-Auge. |
| Paquine                  | 4      | 24,8                  | la Touques     | la Touques        | 2 (14, 27)            | 13                 | 7                  | Fumichon, Hermival-les-Vaux, L'Hôtellerie, Marolles, Ouilly-du-Houley, Ouilly-le-Vicomte, Rocques. |
| Rieu                     | 4      | 12,2                  | L'Elle         | la Vire           | 2 (14, 50)            | 4                  | 3                  | Cartigny-l'Épinay, Lison, Sainte-Marguerite-d'Elle. |
| Roucamps                 | 4      | 14,4                  | La Souleuvre   | l'Orne            | 1 (14)                | 6                  | 6                  | Brémoy, Souleuvre en Bocage, Souleuvre en Bocage, Souleuvre en Bocage, Souleuvre en Bocage, Souleuvre en Bocage. |
| Rouvre                   | 3      | 45,6                  | l'Orne         | l'Orne            | 2 (14, 61)            | 22                 | 1                  | Le Mesnil-Villement. |
| Ruisseau de Cresme       | 4      | 10,5                  | La Druance     | l'Orne            | 1 (14)                | 6                  | 6                  | Campandré-Valcongrain, Cauville, Périgny, Le Plessis-Grimoult, Condé-en-Normandie, Saint-Vigor-des-Mézerets. |
| Ruisseau de Gronde       | 4      | 10,1                  | la Dives       | la Dives          | 1 (14)                | 3                  | 3                  | Saint-Pierre-sur-Dives, Saint-Pierre-en-Auge, Saint-Pierre-en-Auge. |
| Ruisseau de la Bigotière | 4      | 17,4                  | l'Orbiquet     | la Touques        | 2 (14, 61)            | 7                  | 1                  | La Folletière-Abenon. |
| Sénène                   | 4      | 17,4                  | la Sienne      | la Sienne         | 2 (14, 50)            | 6                  | 4                  | Courson, Saint-Aubin-des-Bois, Saint-Sever-Calvados, Sept-Frères. |
| Seulles                  | 1      | 71,7                  | Manche         | la Seulles        | 1 (14)                | 34                 | 34                 | Amayé-sur-Seulles, Amblie, Anctoville, Audrieu, Banville, Bucéels, Cahagnes, Carcagny, Chouain, Colombiers-sur-Seulles, Condé-sur-Seulles, Seulline, Courseulles-sur-Mer, Creully, Ducy-Sainte-Marguerite, Esquay-sur-Seulles, Fontenay-le-Pesnel, Graye-sur-Mer, Hottot-les-Bagues, Jurques, Juvigny-sur-Seulles, Le Manoir, Nonant, Reviers, Saint-Gabriel-Brécy, Saint-Louet-sur-Seulles, Saint-Pierre-du-Fresne, Saint-Vaast-sur-Seulles, Tierceville, Tilly-sur-Seulles, Vaux-sur-Seulles, Vienne-en-Bessin, Villiers-le-Sec, Villy-Bocage.                                              |
| Seulline                 | 4      | 11,3                  | la Seulles     | la Seulles        | 1 (14)                | 6                  | 6                  | Maisoncelles-Pelvey, Seulline, Saint-Louet-sur-Seulles, Tracy-Bocage, Villers-Bocage, Villy-Bocage. |
| Sienne                   | 1      | 92,6                  | Manche         | la Sienne         | 2 (14, 50)            | 28                 | 4                  | Fontenermont, Le Gast, Saint-Aubin-des-Bois, Saint-Sever-Calvados. |
| Siette                   | 4      | 10,4                  | La Tortonne    | l'Aure            | 1 (14)                | 3                  | 3                  | Le Molay-Littry, Montfiquet, Saon. |
| Souleuvre                | 4      | 19                    | la Vire        | la Vire           | 1 (14)                | 9                  | 9                  | Souleuvre en Bocage, Souleuvre en Bocage, Souleuvre en Bocage, Souleuvre en Bocage, Valdallière, Souleuvre en Bocage, Valdallière, Souleuvre en Bocage, Souleuvre en Bocage. |
| Thue                     | 4      | 12,4                  | la Seulles     | la Seulles        | 1 (14)                | 8                  | 8                  | Amblie, Brouay, Cully, Le Fresne-Camilly, Lantheuil, Loucelles, Sainte-Croix-Grand-Tonne, Rots. |
| Tortillon                | 4      | 13,2                  | la Druance     | l'Orne            | 1 (14)                | 5                  | 5                  | Condé-en-Normandie, Valdallière, Valdallière, Condé-en-Normandie, Valdallière. |
| Tortonne                 | 4      | 18                    | l'Aure         | l'Aure            | 1 (14)                | 11                 | 11                 | Blay, Le Breuil-en-Bessin, Crouay, Le Molay-Littry, Montfiquet, Rubercy, Saon, Saonnet, Trévières, Le Tronquay, Balleroy-sur-Drôme. |
| Touques                  | 1      | 108,4                 | Manche         | la Touques        | 2 (14, 61)            | 47                 | 31                 | Livarot-Pays-d'Auge, Bonneville-sur-Touques, Le Breuil-en-Auge, Canapville, Livarot-Pays-d'Auge, Coquainvilliers, Coudray-Rabut, Deauville, Livarot-Pays-d'Auge, Fierville-les-Parcs, Lisieux, Manneville-la-Pipard, Livarot-Pays-d'Auge, Norolles, Livarot-Pays-d'Auge, Ouilly-le-Vicomte, Pierrefitte-en-Auge, Pont-l'Évêque, Prêtreville, Reux, Saint-Arnoult, Saint-Désir, Saint-Étienne-la-Thillaye, Saint-Germain-de-Livet, Saint-Jean-de-Livet, Saint-Julien-sur-Calonne, Saint-Martin-aux-Chartrains, Saint-Martin-de-la-Lieue, Touques, Tourgéville, Trouville-sur-Mer.              |
| Trainefeuille            | 4      | 13,8                  | la Dives       | la Dives          | 1 (14)                | 7                  | 7                  | Beaumais, Falaise, Fresné-la-Mère, La Hoguette, Morteaux-Couliboeuf, Saint-Pierre-du-Bû, Villy-lez-Falaise. |
| Vère                     | 4      | 24,8                  | Le Noireau     | l'Orne            | 2 (14, 61)            | 13                 | 1                  | Saint-Denis-de-Méré. |
| Véret                    | 2      | 13,1                  | Manche         | le Véret          | 1 (14)                | 7                  | 7                  | Asnières-en-Bessin, Cricqueville-en-Bessin, Englesqueville-la-Percée, Formigny, Grandcamp-Maisy, Louvières, Saint-Pierre-du-Mont. |
| Vie                      | 2      | 66,9                  | la Dives       | la Dives          | 2 (14, 61)            | 29                 | 21                 | Val-de-Vie, Val-de-Vie, Notre-Dame-d'Estrées-Corbon, Coupesarte, Grandchamp-le-Château, Livarot-Pays-d'Auge, Lessard-et-le-Chêne, Lisores, Livarot-Pays-d'Auge, Livarot-Pays-d'Auge, Livarot-Pays-d'Auge, Le Mesnil-Mauger, Le Mesnil-Simon, Notre-Dame-d'Estrées-Corbon, Biéville-Quétiéville, Val-de-Vie, Val-de-Vie, Saint-Julien-le-Faucon, Saint-Loup-de-Fribois, Livarot-Pays-d'Auge, Livarot-Pays-d'Auge. |
| Viette                   | 4      | 20,9                  | la Vie         | la Dives          | 1 (14)                | 7                  | 7                  | Les Authieux-Papion, Saint-Pierre-en-Auge, Le Mesnil-Mauger, Saint-Pierre-en-Auge, Saint-Pierre-en-Auge, Saint-Pierre-en-Auge, Saint-Pierre-en-Auge. |
| Vire                     | 1      | 128,4                 | Manche         | la Vire           | 2 (14, 50)            | 46                 | 20                 | Souleuvre en Bocage, Souleuvre en Bocage, Souleuvre en Bocage, Vire Normandie, Souleuvre en Bocage, Souleuvre en Bocage, Isigny-sur-Mer, Vire Normandie, Souleuvre en Bocage, Neuilly-la-Forêt, Pont-Bellanger, Pont-Farcy, Vire Normandie, Vire Normandie, Souleuvre en Bocage, Sainte-Marie-Outre-l'Eau, Souleuvre en Bocage, Vire Normandie, Vire Normandie, Vire Normandie. |
| Virène                   | 4      | 12,8                  | la Vire        | la Vire           | 2 (14, 50)            | 3                  | 2                  | Vire Normandie, Vire Normandie. |
| Yvie                     | 4      | 10,5                  | la Touques     | la Touques        | 1 (14)                | 5                  | 5                  | Clarbec, Drubec, Pont-l'Évêque, Saint-Hymer, Valsemé. |

### Autres cours d'eau

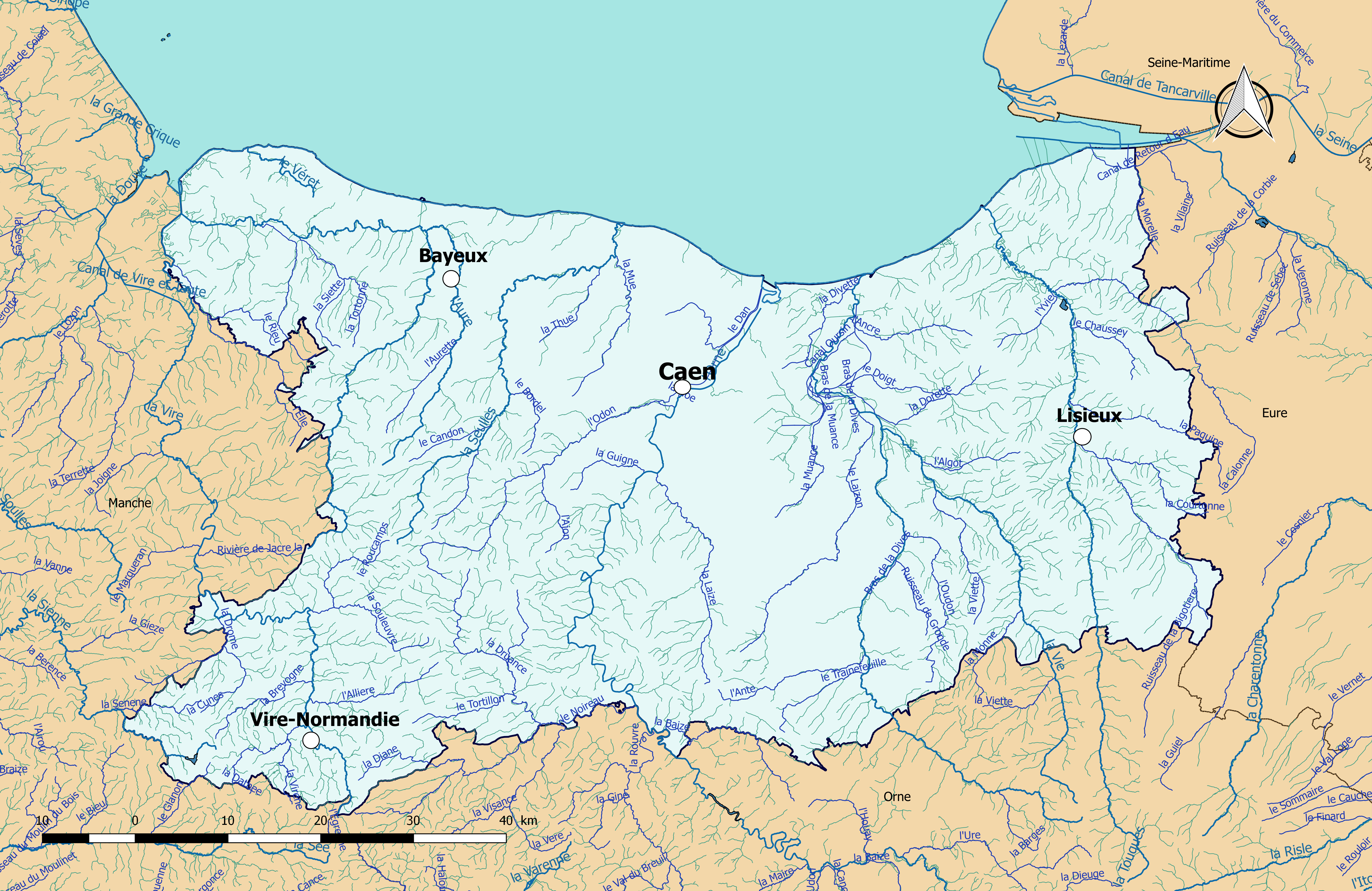
Carte de l'ensemble du réseau hydrographique du Calvados.

En lien avec la loi pour la reconquête de la biodiversité, de la nature et des paysages, publiée au Journal officiel du 9 août 2016, définissant la notion de cours d’eau, une instruction du gouvernement du 3 juin 2015 demande aux services d’État de mettre en place une cartographie du réseau hydrographique dans chaque département, afin de permettre aux riverains concernés de distinguer facilement les cours d’eau des fossés, non soumis aux mêmes règles : une intervention sur un cours d’eau allant au-delà de l’entretien courant ne peut en effet se faire que dans le cadre d’une déclaration ou autorisation « loi sur l’eau ». Concernant le Calvados, cette cartographie interactive est disponible en ligne.

## Canaux
Aucun canal ne traverse le territoire du département.